# Tāniko

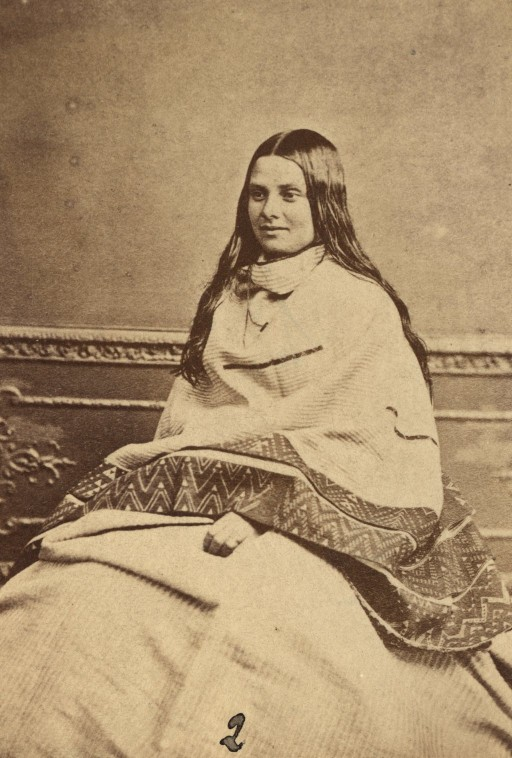
Junge Māori Frau in Gewand aus Flachs mit Tāniko Verzierung

Tāniko ist eine traditionelle Methode des Webens innerhalb der Māori-Webkunst, die mit einer europäischen Flechtmethode von Körben verglichen werden kann und überwiegend angewendet wurde, um Kakahu-Umhänge zu verzieren. Die Tāniko-Methode wird als besonders kompliziert betrachtet. Als Tāniko werden sowohl die Methode als auch die eigentlichen Muster bezeichnet, die dadurch gewebt werden.

## Beschreibung
Tāniko benötigt keinen wirklichen Webstuhl, sondern wird nur mit den Fingern gewebt. Auf die traditionelle Art und Weise wurden die vorbereiteten Flachsfasern, oder muka, an ein Gerüst aus zwei Stöcken befestigt, sodass das Gewebte dazwischen angefertigt werden konnte. Die Stöcke, turuturu auf Māori, konnten benutzt werden, indem sie entweder in den Boden gesteckt oder gegen eine Wand angelehnt wurden. Für geübte Weber ist es jedoch möglich, auch ohne dieses Gerüst zu arbeiten. Die erste Reihe der Querfäden des gewebten Tāniko Musters wird aho tapu genannt, was „heiliger Einschlag“ bedeutet.

### Materialien
Ursprünglich wurde bei Tāniko Neuseeländer Flachs (Phormium tenax) verwendet, dessen Fasern durch zwei mögliche Methoden gewonnen werden konnten, hāro und takiri. Bei der takiri Methode müssen die Flachsfasern weniger abgeschabt werden als bei der hāro Methode.
Da Tāniko-Muster unterschiedliche Farben brauchen, wurden die Flachsfasern gefärbt, um den Webern schwarze, gelbe und rote Fäden zur Verfügung zu stellen. Ungefärbte Fasern wurden für weiße Teile des Musters benutzt. Jede Farbe kam aus einer natürlichen Quelle: ein besonderer Schlamm gab schwarze Farbe, rot-braun wurde aus Tānekaha- (Phyllocladus) oder Taotoa- (Phyllocladus tricomanoides) [sic] Rinde hergestellt und gelb kam von Coprosma Baumarten.
Heute wird Tāniko selten aus Flachs gewebt. Stattdessen werden Materialien wie Strickseide oder Bindfaden verwendet.

### Muster
Tāniko-Muster wurden vor kurzem genauer als zuvor beschrieben, dank der Arbeit von Hirini Moko Mead. Nach einem älteren System kann Tāniko in vier allgemeine Mustertypen eingeteilt werden:
- Waharua kōpito: Die Bedeutung dieser Bezeichnung ist so etwas wie „ein Kreuzpunkt“. Solche Muster bestehen aus mehreren zusammengesetzten Rauten.
- Aronui/Aonui: Diese Muster bestehen aus Dreiecken.
- Aramoana: Die Bedeutung „Weg des Meeres“ beschreibt diese zickzackförmigen Muster.
- Tukemata: Wortwörtlich „Augenbrauen“. Diese Muster sind ebenfalls zickzackförmig, aber die Zacken haben Einkerbungen.

Das von Hirini Moko Mead entworfene System hingegen schlägt sieben Gruppierungen vor:
- Gruppierung 1: Beinhaltet Aramoana und Tukemata Muster.
- Gruppierung 2: Aronui/Aonui Muster.
- Gruppierung 3: Pātikitiki Muster, welche als überwiegend rautenförmig beschrieben werden. Sie unterscheiden sich von Gruppierung 4, bei der mehrere Rauten übereinander platziert sind.
- Gruppierung 4: Waharua oder Whakarua kōpito Muster.
- Gruppierung 5: Muster, die aus Horizontal- oder Vertikallinien bestehen.
- Gruppierung 6: Muster, die Schnörkel benutzen, ähnlich der Kōwhaiwhai von Maraegebäuden.[10]
- Gruppierung 7: Motive, die nicht unbedingt etwas Traditionelles darstellen müssen, wie zum Beispiel ein Kreuz.

## Geschichte
Tāniko entstand als eine Weiterentwicklung von vorherigen Flechtmethoden und ermöglichte eine größere Auswahl von Mustern. Als Umhangverzierung konnte Tāniko beim Weben eines Umhangs gleichzeitig in den restlichen Teil des Gewands integriert werden, anstatt später angenäht zu werden.
Es gibt drei Phasen in der Geschichte der Entwicklung  der Tāniko-Methode: die klassische Māori-Periode (1650 bis 1800), die Übergangsperiode (1800 bis 1900) und die moderne Māori-Periode (1900 bis heute).

### Die klassische Māori Periode
Zu diesem Zeitpunkt wurde Tāniko ausschließlich dafür verwendet, Umhänge zu verzieren, aber diese wurden nicht ständig getragen. Die Tāniko-Muster während dieser Periode waren nicht besonders breit. Bei einer Art von Umhängen waren sie eigentlich verdeckt, während andere Umhänge an den Seiten und um den unteren Rand herum mit Tāniko-Mustern verziert waren – um den Hals gab es bei diesen Umhängen keine solche Verzierung. Hier sah man Tāniko als Einzel- oder Doppelbordüre. Die Erscheinung und die Platzierung der Tānikobordüren hingen von der zeitgenössischen Mode ab.

### Die Übergangsperiode
Als mehr und mehr Europäer sich in Neuseeland niederließen, kamen auch viele Veränderungen auf die Māori-Einwohner des Landes zu. Beispielsweise mussten sie sich allmählich an die europäische Art und Weise der Bekleidung anpassen. Traditionelle Kleidungsstücke wurden nur noch zu besonderen, zeremoniellen Anlässen benutzt.
Während der Übergangsperiode änderte sich die Anwendung von Tāniko, indem es nicht nur für Umhänge benutzt wurde. Bordüren wurden ebenfalls breiter und die Muster wurden bunter und komplizierter.

### Die moderne Māori Periode
Eine Zeit lang wurde Tāniko während dieser Periode eher durch den Tourismus gefördert, aber langsam nahmen für die Māori-Symbole ihrer Kultur und ihrer Identität an Wichtigkeit zu. Tāniko erscheint zu dieser Zeit auf Kleidungsstücken wie Stirnbändern und Oberbekleidung, aber statt Flachs werden andere Materialien benutzt, meistens Wolle. Gleichzeitig sind es Tāniko-Muster, die verwendet werden, und nicht die traditionelle Methode selbst, da die Muster jetzt wie Wandteppiche geknüpft werden können.

## Tāniko Stile
Das Erscheinungsbild von Tāniko kann so wie seine Geschichte in mehrere Phasen eingeteilt werden: die des vorklassischen Stils, die des klassischen, die des Übergangsstils, die des frühen modernen Māori Stils und die des späten modernen Māori Stils. Diese Phasen zeigen die Änderungen, die bei den Tāniko-Mustern aufgetreten sind.

### Der vorklassische Stil
- Komplizierte, detaillierte, aus Linien bestehende Muster
- Meistens nur zwei Farben (dunkler Hintergrund mit weißem Muster)

### Der klassische Stil
- Viel schwarzer Hintergrund
- Weniger Linien, mehr Formen
- Verwendete Farben sind rot, schwarz, weiß und manchmal gelb

### Der Übergangsstil
- Breite Bordüren an Umhängen
- Komplizierte Muster
- Schwarz wird nicht nur als Hintergrundfarbe benutzt
- Buntere Farben durch die Verwendung von Wolle
- Europäische Motive werden benutzt

### Der frühe moderne Māori Stil
- Weitere nicht-traditionelle Motive werden benutzt
- Andere Anwendungen für Tāniko außer als Umhangverzierung treten auf
- Schnörkel, die nach der vorklassischen Zeit verschwanden, werden wieder benutzt
- Andere Materialien anstatt Flachs werden verwendet

### Der späte moderne Māori Stil
- Die traditionelle Tāniko Methode wird seltener angewendet
- Wolle wird wieder verwendet
- Konservative und neue Muster treten auf

## Gegenwart
Obwohl die traditionelle Anwendung von Tāniko die Verzierung von Umhängen war, sind einige andere dazugekommen. Tāniko wurde nicht nur für Kleidungsstücke benutzt, sondern sogar um Käfige und Fallen herzustellen, und in der letzten Zeit ist es auf Gürteln und Taschen zu sehen, ebenso wie auf Schmuck und anderen kleinen Artikeln. Zudem kann man heute gemalte Tāniko Muster an manchen Gebäuden sehen.